# Dispensaire de la garde
Le dispensaire de la garde ou dispensaire de La Corne est un ancien établissement de santé au cœur du village de La Corne, au Québec (Canada). Il est considéré comme étant l'un des meilleurs exemples des dispensaires construits au Québec entre 1932 et 1975.

## Histoire
Durant la Grande Dépression des années 1930, le gouvernement du Québec développe des programmes pour inciter les populations sans travail à coloniser des régions éloignées du Québec, dont l'Abitibi. Les médecins refusant de s’installer dans les colonies, le gouvernement fait appel à des infirmières pour s'occuper des soins de santé. L'État leur fournit un logement, l'entretien et un moyen de transport pour ce déplacer sur leur vaste territoire. Les infirmières de colonies doivent être disponibles en tout temps pour appliquer les principes généraux d'hygiène publique, surveiller et contrer l'éclosion de maladies contagieuses, être sage-femme, superviser la santé dans les écoles. Bien qu'étant à l'origine des postes provisoires, ces infirmières s'enracinent souvent dans leur milieu de travail.
Gertrude Duchemin est née le 20 mai 1910 à Sainte-Thècle au Québec. Elle fait ses études d'infirmière à hôpital Saint-Joseph de Lachine de 1929 à 1932. Son frère Georges, un agent de colonisation, l'invite à s’installer en Abitibi. Elle accepte le poste d'infirmière de colonie qui s'ouvre à La Corne en 1936. Le canton de Vassan, où est situé La Corne, compte alors 700 personnes.
Durant sa première année à La Corne, Gertrude Duchemin habite le sous-sol de l'église. Le dispensaire-résidence est construit en 1937 par l'entrepreneur Jean Dumais sur les terrains de la fabrique selon un plan approuvé par le ministère de la Santé. À son arrivée l'infirmière disposait d'un charrette tirée par des bœufs comme moyen de transport, qui seront remplacés par un cheval et enfin par une automobile. Elle habite à même le dispensaire. 
Le service médical aux colons est aboli en 1972. Les infirmières continuent toutefois à y exercer leur profession. Gertrude Duchemin prend sa retraite en décembre 1976, après 40 ans. Elle devient alors propriétaire du dispensaire-résidence qu'elle habite jusqu'à son décès en 1990. À sa mort elle fait le souhait que sa résidence deviennent un lieu d'interprétation de la vie des infirmières de colonie de l'Abitibi.
Le dispensaire est cité immeuble patrimonial par la municipalité de La Corne le 11 janvier 1993. Elle est ouverte au public depuis 1997. La collection inclut les instruments et les accessoires ayant servi à sa profession d'infirmière.
Le 5 mars 2004, il a été désigné lieu historique national du Canada par la Commission des lieux et monuments historiques du Canada.
Le ministre de la Culture et des Communications classe le dispensaire, la collection d'objets et les fonds de Gertrude Duchemin le 22 octobre 2020,,.